# Distrito de Nyadri

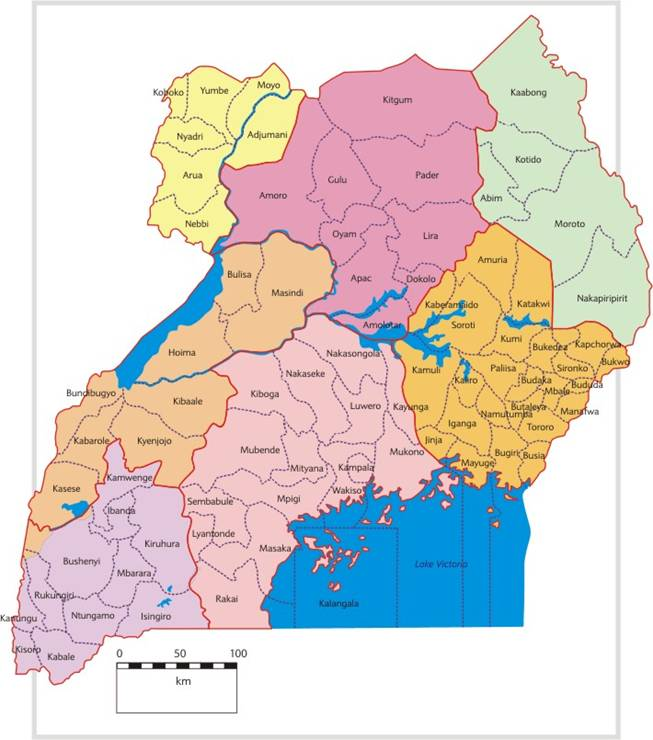
El distrito de Nyadri, antes Maracha, se ubica en el sector amarillo, al norte de Uganda.

El distrito de Nyadri (antes Maracha) fue uno de los distritos de Uganda, localizado al norte de dicho país.
Su ciudad capital era la ciudad de Maracha. Poseía, según cifras del censo realizado en 2002, una población compuesta por un total de 310.338 personas. Entre sus características más importantes se destacaba su frontera que compartía con la República Democrática del Congo.

## Desaparición
A mediados de 2010 este distrito desapareció debido a la creación del nuevo distrito de Maracha-Terego.